# Mustankallionsaaret
Mustankallionsaaret är en ö i Finland. Den ligger i sjön Kyyvesi och i kommunen Sankt Michel i den ekonomiska regionen  S:t Michel och landskapet Södra Savolax, i den södra delen av landet, 230 km nordost om huvudstaden Helsingfors. Öns area är 0,7 hektar och dess största längd är 190 meter i sydöst-nordvästlig riktning.  Notera att namnet antyder att det är fråga om flera öar.